# Gmina Dobra (Powiat Turecki)
Die Gmina Dobra ist eine Stadt-und-Land-Gemeinde im Powiat Turecki der Woiwodschaft Großpolen in Polen. Ihr Sitz ist die gleichnamige Stadt (1943–1945 Doberbühl) mit etwa 1350 Einwohnern.

## Geographie
Die Gemeinde liegt im Osten der Woiwodschaft und grenzt im Osten und Süden an die Woiwodschaft Łódź. Turek und Posen liegen etwa 12 bzw. 125 Kilometer nordwestlich, Łódź etwa 65 Kilometer östlich. Nachbargemeinden sind Turek im Nordwesten, Przykona im Norden, Uniejów im Nordosten, Poddębice im Osten, Pęczniew im Südosten, Warta sowie Goszczanów im Süden und Kawęczyn im Westen.

## Geschichte
Von 1975 bis 1998 gehörte das Gemeindegebiet zur Woiwodschaft Konin.

## Gliederung
Zur Stadt-und-Land-Gemeinde Dobra mit einer Fläche von 131,8 km² gehören die Stadt selbst und eine Reihe von Dörfern mit Schulzenämtern (sołetcwa):
- Chrapczew
- Czajków
- Czyste
- Dąbrowa
- Dąbrowica (1943–1945 Dombrowitz)[3]
- Długa Wieś
- Januszówka
- Józefów
- Łęg Piekarski
- Linne
- Mikulice (1943–1945 Mikulitz)[3]
- Miłkowice (1943–1945 Milkowitz)[3]
- Młyny Piekarskie
- Moczydła
- Ostrówek
- Piekary
- Potworów
- Rzechta
- Rzymsko BG
- Skęczniew
- Stawki
- Stefanów
- Strachocice (1943–1945 Strachozitz)[3]
- Strachocice Kolonia (1943–1945 Kolonie Strachozitz)[3]
- Szymany (1943–1945 Schimany)[3]
- Ugory
- Wola Piekarska
- Zagaj (1943–1945 Sagaj)[3]
- Zborów
- Żeronice

Kleine Orte sind Dąbrowica-Kolonia, Kaczka, Kościanki, Młyny Strachockie, Staruchy und Żeronice.

## Verkehr
Die Landesstraße DK83 führt von Turek nach Sieradz. In Dąbrowa zweigen die Woiwodschaftsstraßen DW471 und DW478 ab.
Der nächste internationale Flughafen ist Łódź.